# Bơi nghệ thuật tại Thế vận hội Mùa hè 2024
Các nội dung Bơi nghệ thuật tại Thế vận hội Mùa hè 2024 ở Paris, Pháp dự kiến sẽ diễn ra từ ngày 5 đến ngày 10 tháng 8 tại Trung tâm thể thao dưới nước Paris.Không giống như kỳ Thế vận hội trước, số lượng vận động viên tham gia hai nội dung tại Thế vận hội này đã giảm từ 104 xuống còn 96.
Một số thay đổi quan trọng được đưa vào nội dung bơi nghệ thuật cho Paris 2024 để củng cố bình đẳng giới và sự đa dạng rộng lớn giữa các quốc gia trong quá trình vòng loại. Vào ngày 7 tháng 10 năm 2022, FINA đã ủng hộ gần 99 phần trăm số phiếu để sửa đổi các quy tắc bơi nghệ thuật từ năm 2022 đến năm 2025, chẳng hạn như thành phần của một đội gồm tám thành viên và số lượng tối đa hai nam trong đội.

## Các quốc gia tham dự
- Úc (8)
- Áo (2)
- Canada (8)
- Trung Quốc (8)
- Ai Cập (8)
- Pháp (8)
- Anh Quốc (2)
- Hy Lạp (2)
- Ý (8)
- Israel (2)
- Nhật Bản (8)
- Hàn Quốc (2)
- México (8)
- Hà Lan (2)
- New Zealand (2)
- Tây Ban Nha (8)
- Ukraina (2)
- Hoa Kỳ (8)

## Chương trình thi đấu
| Ngày    | Ngày thi đấu             | Bắt đầu | Kết thúc | Nội dung           | Sự kiện           |
| ------- | ------------------------ | ------- | -------- | ------------------ | ----------------- |
| Ngày 10 | Thứ hai, 5 tháng 8 2024  | 19:30   | 21:00    | Biểu diễn Đồng đội | Technical routine |
| Ngày 11 | Thứ ba, 6 tháng 8 2024   | 19:30   | 21:00    | Biểu diễn Đồng đội | Free routine      |
| Ngày 12 | Thứ tư, 7 tháng 8 2024   | 19:30   | 21:15    | Đồng đội           | Acrobatic routine |
| Ngày 14 | Thứ sáu, 9 tháng 8 2024  | 19:30   | 21:30    | Biểu diễn đôi      | Technical routine |
| Ngày 15 | Thứ bảy, 10 tháng 8 2024 | 19:30   | 22:00    | Biểu diễn đôi      | Free routine      |

## Tổng hợp huy chương

### Bảng tổng sắp huy chương
| Hạng               | NOC                | Vàng | Bạc | Đồng | Tổng số |
| ------------------ | ------------------ | ---- | --- | ---- | ------- |
| Tổng số (0 đơn vị) | Tổng số (0 đơn vị) | 0    | 0   | 0    | 0       |

### Danh sách huy chương
| Nội dung           | Vàng | Bạc | Đồng |
| ------------------ | ---- | --- | ---- |
| Biểu diễn đôi      |      |     |      |
| Biểu diễn đồng đội |      |     |      |